# Henri Mialaret
Mathias Joseph Ferdinand Jules Henri Mialaret (Charleville-Mézières, 2 de agosto de 1855-París, 25 de febrero de 1919) fue un deportista francés que compitió en vela en la clase tonelaje. Participó en los Juegos Olímpicos de París 1900, obteniendo dos medallas de plata en la clase 2 – 3 Ton (regata 1 y 2).

## Palmarés internacional
| Juegos Olímpicos | Juegos Olímpicos | Juegos Olímpicos | Juegos Olímpicos     |
| Año              | Lugar            | Medalla          | Clase                |
| ---------------- | ---------------- | ---------------- | -------------------- |
| 1900             | París (Francia)  | Medalla de plata | 2 – 3 Ton (regata 1) |
| 1900             | París (Francia)  | Medalla de plata | 2 – 3 Ton (regata 2) |